# Herla
Herla – wieś w Rumunii, w okręgu Suczawa, w gminie Slatina. W 2011 roku liczyła 1543 mieszkańców. 